# Trinitarischer Monotheismus
Trinitarischer Monotheismus nennt man den christlichen Glauben, der sich den einzigen Gott (Monotheismus) zugleich in drei Personen (Dreifaltigkeit) vorstellt: Gott der Vater, der Sohn Gottes Jesus Christus und Heiliger Geist. Dabei wird die eine Gottheit mit JHWH gleichgesetzt. Deuteronomium 6,4 (Dtn 6,4 ) wird herangezogen als alttestamentlicher Hinweis auf den einen Gott in drei Personen. Einheit und Dreiheit gelten dabei als gleichursprünglich.

## Einzelne Denkweisen
Für Paul Tillich war trinitarischer Monotheismus ein „konkreter Monotheismus“, die „Bejahung des lebendigen Gottes“, ein „Versuch, vom lebendigen Gott zu reden, dem Gott, in dem das Unbedingte und das Konkrete geeint sind.“ Daher gehe es nicht um die Zahl drei als eine quantitative, sondern um eine rein qualitative Symbolisierung Gottes. Auch Walter Kasper, Karl Rahner, Wolfhart Pannenberg sprechen vom trinitarischen Monotheismus christlichen Glaubens als konkretem Monotheismus im Unterschied zum abstrakten Monotheismus als philosophischer Behauptung eines einzigen metaphysischen Grundprinzips. H. Richard Niebuhr wiederum stellte ihn als „radikalen Monotheismus“ vor.